# خادم الويب جوجل
خادم الويب جوجل (بالإنجليزية: Google Web Server)‏ هو برنامج خادم ويب تستخدمه جوجل لبنية الويب الخاصة بها. يتم استخدام خادم الويب جوجل حصريًا داخل نظام جوجل البيئي لاستضافة مواقع الويب.
في عام 2008، قاد برهات ميديراتا فريق خادم الويب جوجل. و يصف خادم الويب جوجل في بعض الأحيان بأنه واحد من أكثر المكونات الحيوية لبنية تحتية جوجل المحمية.
في عام 2010، تم الإبلاغ عن خدمة خادم الويب جوجل في 13% من جميع مواقع الويب في العالم. و في مايو 2015، تم تصنيف خادم الويب جوجل كرابع أكثر خادم ويب شهرة على الإنترنت بعد أباتشي (شعب) وnginx وMicrosoft IIS، حيث يشغل حوالي 7.95% من المواقع النشطة. و توفر طلبات صفحات الويب على معظم صفحات جوجل "خادم الويب جوجل" (بدون رقم إصدار) في رأس HTTP كإشارة لبرنامج خادم الويب المستخدم.